# François Nau
François Nau (* 13. Mai 1864 in Thil; † 2. September 1931 in Paris) war katholischer Priester, Mathematiker und Orientalist.
François-Nicolas Nau war das älteste von fünf Kindern des François-Nicolas Nau und der Marguerite Longueville. Nach dem Besuch der Grundschule in Longwy bis 1878 trat er in das Knabenseminar Notre-Dame des Champs in Paris ein, 1882 in das Priesterseminar Saint-Sulpice. 1887 wurde er Baccalaureus der Theologie und des Kirchenrechtes, am 17. Dezember 1887 wurde er zum Priester der Diözese Paris geweiht.
Nau studierte anschließend Mathematik und Naturwissenschaften, daneben ab 1889 Syrisch. 1895 erwarb er das Diplom der Pariser École Pratique des Hautes Études mit der Ausgabe eines astronomischen Traktates des Bar Hebraeus. 1897 wurde er zum Docteur ès sciences promoviert.
Ab 1890 lehrte Nau für fast 40 Jahre am Institut Catholique de Paris Mathematik und Astronomie. 1928 wurde er Dekan der École des Sciences. 
1927 erhielt er den Lehrauftrag für Syrisch an der École Pratique des Hautes Études.
1899 begründete er zusammen mit René Graffin (1858–1941) die Patrologia Orientalis. Die Liste seiner Veröffentlichungen umfasst mehr als 250 Werke.

## Hauptwerke
- 11 Texte aus Gallica
- Le livre d’Héraclide, par Nestorius aus Archives